# L'Empire du silence
Pour plus de détails, voir Fiche technique et Distribution.
L'Empire du silence est un film belge réalisé par Thierry Michel et sorti en 2022.

## Synopsis
La guerre en République démocratique du Congo, avec ses violations des droits humains dénoncés par Denis Mukwege, face à l'indifférence de la communauté internationale.

## Fichetechnique
- Titre : L'Empire du silence
- Réalisation : Thierry Michel
- Scénario : Thierry Michel et Christine Pireaux
- Musique : Ange Dialot Nawasadio
- Montage : Idriss Gabel
- Production : Les Films de la Passerelle
- Pays de production :  Belgique
- Genre : documentaire
- Durée : 110 minutes
- Date de sortie : France - 16 mars 2022

## Distribution
- Denis Mukwege[1]